# Physiological Genomics
Physiological Genomics, abgekürzt Physiol. Genomics, ist eine wissenschaftliche Zeitschrift, die von der American Physiological Society veröffentlicht wird. Die erste Ausgabe erschien im Juli 1999. Derzeit werden 24 Ausgaben im Jahr veröffentlicht.
Die Zeitschrift veröffentlicht die Ergebnisse von experimentellen und Computerstudien, die Gene und die physiologische Funktionen miteinander verbinden. Ausgaben, die älter sind als 12 Monate, sind kostenlos online verfügbar.
Der Impact Factor lag im Jahr 2014 bei 2,374. Nach der Statistik des ISI Web of Knowledge wird das Journal mit diesem Impact Factor in der Kategorie Physiologie an 40. Stelle von 83 Zeitschriften, in der Kategorie Zellbiologie an 128. Stelle von 184 Zeitschriften und in der Kategorie Genetik und Vererbung an 92. Stelle von 167 Zeitschriften geführt.
Chefherausgeber ist Andy Greene, Medical College of Wisconsin, Madison, USA.